# Vết đứt gãy

Lược đồ hình dạng bên ngoài của thanh kim loại tròn sau khi thử nghiệm độ bền kéo.
(a) Vết đứt gãy tính giòn;
(b) Vết đứt gãy tính dẻo sau khi ép nén cục bộ;
(c) Vết đứt gãy hoàn toàn dẻo

Vết đứt gãy (chữ Anh: Fracture, chữ Trung: 斷裂 / 断裂, Hán - Việt: Đoạn liệt) là biểu trưng cơ bản của tính năng cơ học vật liệu và cơ học kết cấu. Căn cứ vào kích thước của biến dạng dẻo phát sinh trước đứt gãy, có thể lấy vết đứt gãy của vật liệu chia làm hai loại lớn là vết đứt gãy tính giòn và vết đứt gãy tính dẻo. Tuỳ theo sự khác biệt của vật liệu và điều kiện, vết đứt gãy mỏi dưới tác dụng tải trọng tuần hoàn, vết đứt gãy rão dưới nhiệt độ cao, vết đứt gãy ăn mòn do ứng suất dưới tác dụng môi trường tự nhiên, tất cả đều được biểu hiện là vết đứt gãy tính giòn và vết đứt gãy tính dẻo.

## Loại hình vết đứt gãy

### Vết đứt gãy tính giòn

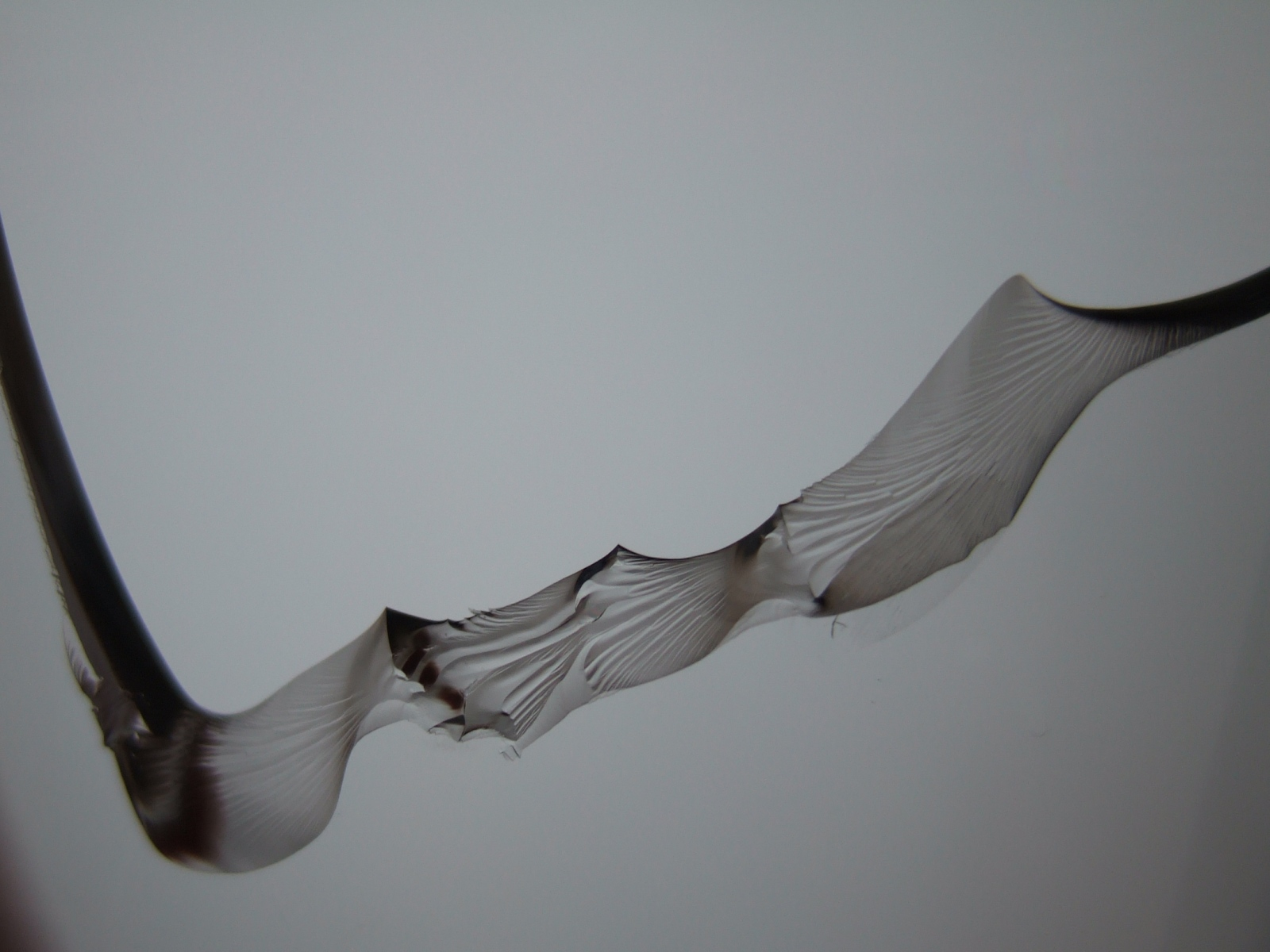
Vết đứt gãy tính giòn điển hình ở thủy tinh.

Vết đứt gãy tính giòn (chữ Anh: Brittle fracture, chữ Trung: 脆性斷裂 / 脆性断裂, Hán - Việt: Thuý tính đoạn liệt) là vết đứt gãy không có hoặc chỉ đi theo với hàm lượng cực kì nhỏ biến dạng dẻo. Vết đứt gãy của thủy tinh không phát sinh bất luận biến dạng dẻo gì, là vết đứt gãy tính giòn điển hình; tuy nhiên, vết đứt gãy của kim loại luôn luôn đi theo cùng biến dạng dẻo, vì vậy mới nói vết đứt gãy tính giòn của kim loại chỉ là tương đối.
Theo lí thuyết của Gri-phít (Griffith), ứng suất cực hạn để phá vỡ các liên kết giữa các phân tử bằng:
{\displaystyle \sigma =\left({\frac {E\gamma }{a}}\right)^{\frac {1}{2}}}
trong đó:
{\displaystyle E} là môđun đàn hồi,
{\displaystyle \gamma } là năng lượng bề mặt,
{\displaystyle a} là thông số mạng lưới tinh thể.
Vết đứt gãy gây ra sự phá huỷ của vật liệu, diễn biến theo hai thời kì: thời kì một là thời kì phát sinh vết đứt gãy, thời kì hai là thời kì phát triển vết đứt gãy trong mạng lưới tinh thể.
Căn cứ vào đường đi của vết nứt (crack) mở rộng, vết đứt gãy tính giòn lại có thể chia thêm là vết đứt gãy thớ chẻ và vết đứt gãy giữa các tinh thể.

#### Vết đứt gãy thớ chẻ
Vết đứt gãy thớ chẻ (chữ Anh: Cleavage fracture, chữ Trung: 解理斷裂 / 解理断裂, Hán - Việt: Giải lí đoạn liệt) là một loại vết đứt gãy tính giòn xuyên tinh thể điển hình, kim loại của hệ tinh thể nhất định thông thường đều có một nhóm mặt tinh thể dễ dàng rạn nứt dưới tác dụng ứng suất pháp tuyến, được gọi là mặt thớ chẻ. Một tinh thể nếu phát sinh rạn nứt ở ven sát mặt thớ chẻ, thì được gọi là vết đứt gãy thớ chẻ.

#### Vết đứt gãy giữa các tinh thể
Vết đứt gãy giữa các tinh thể (chữ Anh: Intercrystalline fracture, chữ Trung: 晶間斷裂 / 晶间断裂, Hán - Việt: Tinh gian đoạn liệt) là vết đứt gãy mà đường đi của nó xuất hiện ven sát ranh giới giữa các hạt tinh thể với các véctơ vị trí không giống nhau. Vết đứt gãy giữa các tinh thể có thể là tính giòn cũng có thể là tính dẻo, để phân biệt ta gọi là vết đứt gãy tính giòn giữa các tinh thể và vết đứt gãy tính dẻo giữa các tinh thể.

### Vết đứt gãy tính dẻo

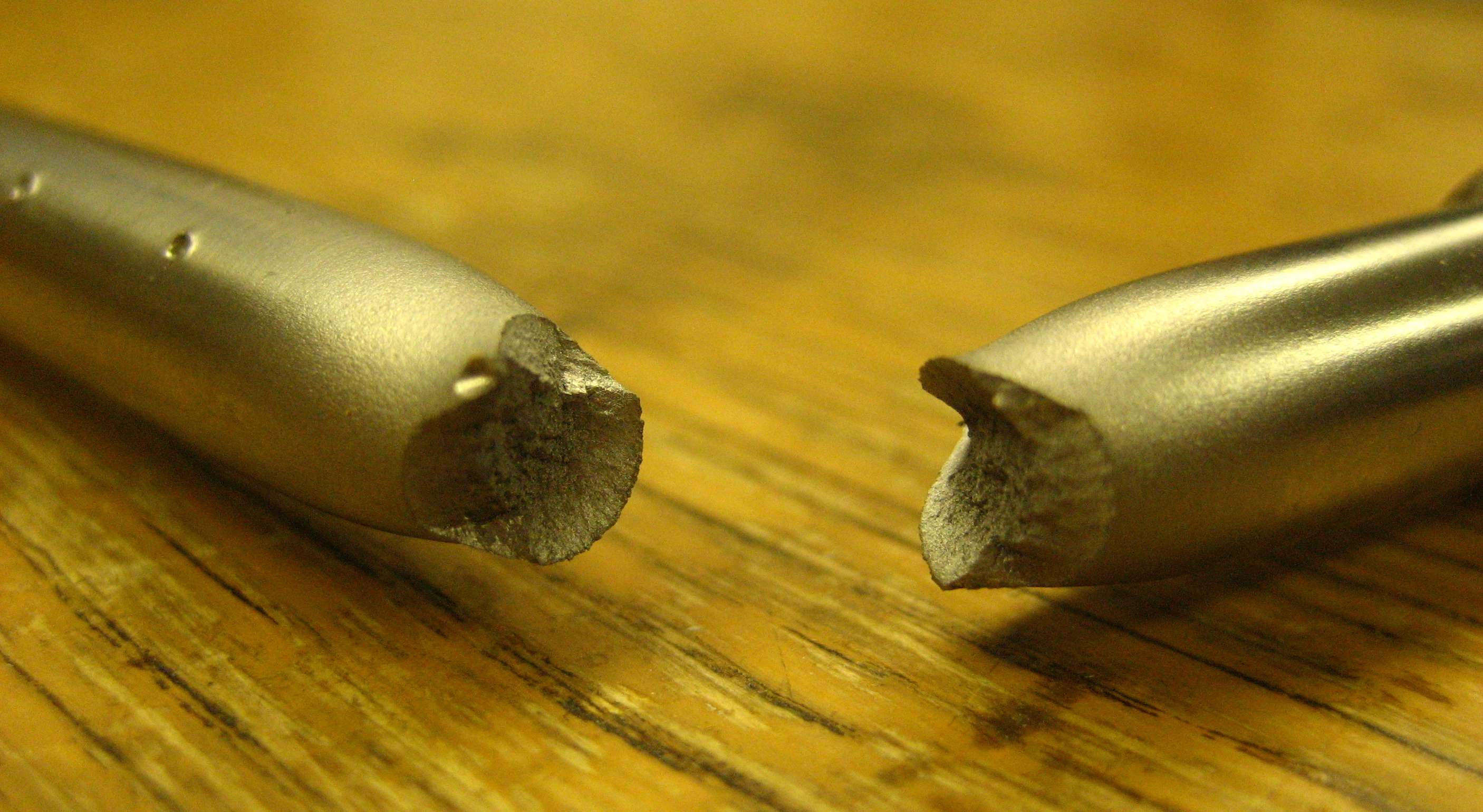
Mẫu thí nghiệm của phá vỡ tính dẻo chịu ứng suất kéo.

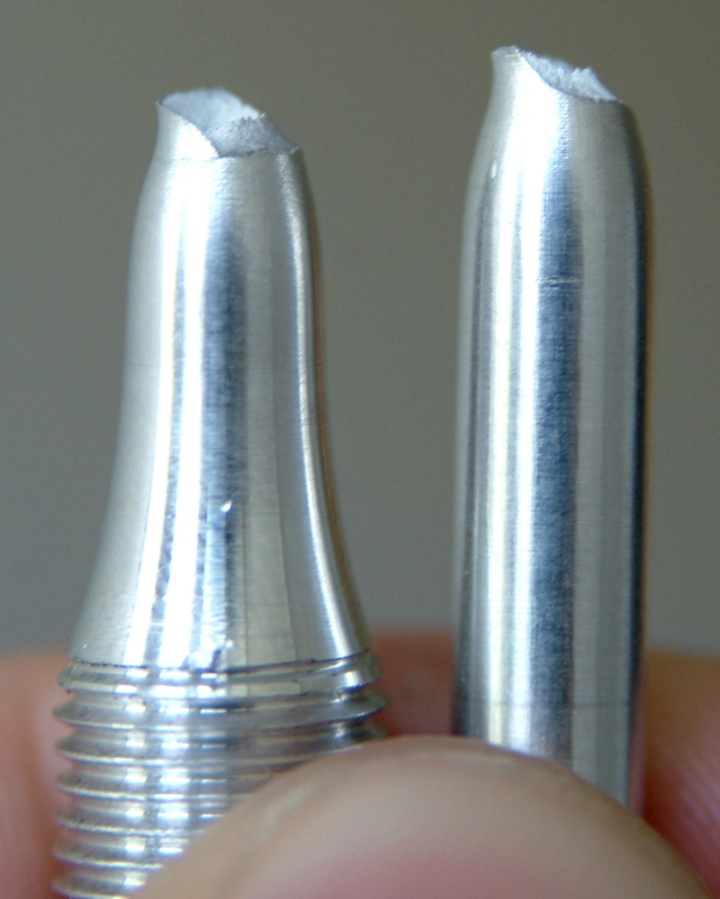
Thử nghiệm độ bền kéo của hợp kim nhôm. Đây là loại vết đứt gãy tính dẻo vì ta thấy bề mặt gãy vỡ hình nón và hình chén bị ép nén cục bộ mà thành.

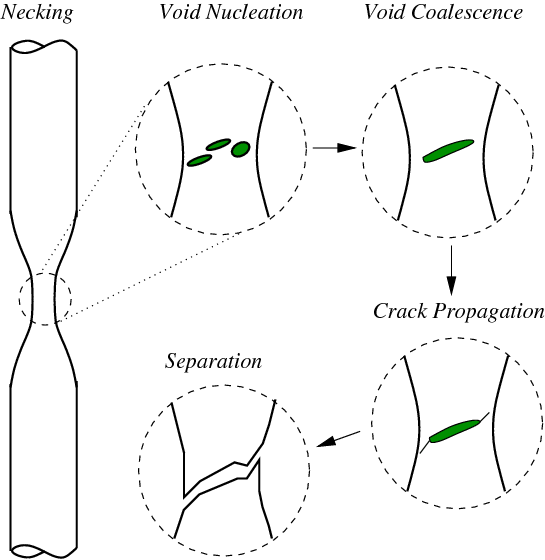
Đường nét bên ngoài của giai đoạn quá trình phá vỡ tính dẻo (ứng suất kéo thuần tuý).
Chú thích:
Necking là cổ cột.
Void Nucleation là sự hình thành lỗ hổng.
Void Coalescence là sự hợp nhất lỗ hổng thành đường khâu đứt khúc.
Crack Propagation là sự mở rộng đường khâu đứt khúc.
Separation là sự phá hỏng do cắt bổ.

Vết đứt gãy tính dẻo (chữ Anh: Ductile fracture, chữ Trung: 延性斷裂 / 延性断裂, Hán - Việt: Diên tính đoạn liệt) là vết đứt gãy có đi theo cùng biến dạng dẻo tương đối lớn. Vết đứt gãy tính dẻo điển hình là xuyên qua tinh thể, thông thường có hai loại là vết đứt gãy cắt bổ (shear fracture) và vết đứt gãy hướng pháp tuyến (hoặc hướng chính diện). Vết đứt gãy, dưới tác dụng tải trọng kéo duỗi một trục mặt phẳng khoảng 45° dọc trục kéo duỗi trượt giãn ra, thì gọi là vết đứt gãy cắt bổ. Trong tình huống đơn tinh thể mặt trượt giãn thông thường là mặt di trượt. Thời điểm cắt bổ xuất hiện trên một nhóm mặt di trượt song song, thì hình thành vết đứt gãy cắt bổ kiểu nghiêng dốc. Nếu cắt bổ phát sinh dọc theo hai phương hướng, thì hình thành vết đứt gãy cắt bổ kiểu hình cái đục. Khi dạng phẩm thí nghiệm loại ván dày hoặc trụ tròn kéo duỗi ở một hướng, vết đứt gãy cắt bổ bắt đầu từ trung tâm khu vực cổ cột, đồng thời mở rộng hướng ra phía ngoài. Đường đi của vết đứt gãy vĩ mô thẳng góc với trục kéo duỗi, vết đứt gãy vi mô làm hiện ra hình dạng răng cái cưa, là do vào khoảng thời gian vết nứt của nó mở rộng, nó thật hiện cắt bổ thông qua với trục kéo duỗi thành mặt xen kẽ 30° đến 45°, cho nên loại phương thức vết đứt gãy này thông thường gọi là vết đứt gãy hướng pháp tuyến (hoặc hướng chính diện). Vết đứt gãy cuối cùng của nó là vết đứt gãy cắt bổ thông qua với trục kéo duỗi thành mặt phẳng 45°. Vết đứt gãy tính dẻo là quá trình hình thành, to lớn và tập hợp của lỗ hổng trên các hạt, viên với nhau ở thời kì hai. Vết đứt gãy tính dẻo có hình dạng lõm mềm và dai hoặc lỗ hổng khuôn đúc. 
Vết đứt gãy của hợp kim phi tinh thể về phương diện vi mô biểu hiện là tính giòn, về phương diện vĩ mô biểu hiện là vết đứt gãy tính dẻo.
Dưới điều kiện tải trọng vĩnh hằng cố định hoặc gia tăng không ngớt, cơ chế phát sinh vết đứt gãy của thể rắn khái quát có bốn loại: 
1. Cơ chế vết đứt gãy thớ chẻ: Ứng suất kéo duỗi khiến cho giữa các nguyên tử phát sinh vết đứt gãy.
2. Cơ chế vết đứt to lớn của lỗ hổng hình thái khuôn đúc: Lỗ hổng to lớn lên và hoá thô, hoặc thông qua sự chuyển động mang tính mềm dẻo mà phát sinh hoàn toàn cổ cột.
3. Cơ chế vết đứt gãy rão: Thông qua sự khuếch tán của nguyên tử và khe hở dọc theo phương hướng ứng suất khiến cho lỗ trống to lớn lên và hoá thô.
4. Cơ chế rạn nứt của ăn mòn do ứng suất: Tốc độ biến dạng tham gia phát sinh vào việc ăn mòn hoá học cục bộ ở đầu nhọn vết nứt.[1]

## Độ bền đứt gãy

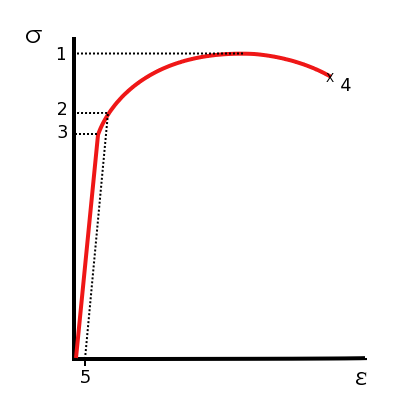
Đường uốn cong ứng suất - biến dạng điển hình của nhôm
1. Độ bền kéo cực hạn
2. Giới hạn chảy
3. Ứng suất giới hạn theo tỉ giá
4. Vết đứt gãy
5. Ứng suất chuyển vị (thông thường 0,2%)

Độ bền đứt gãy hoặc gọi là độ bền phá huỷ (chữ Anh: Fracture strength hoặc Breaking strength) là tỉ giá giữa lực kéo trong khoảng thời gian vật liệu phát sinh vết đứt gãy và diện tích mặt cắt ngang của vết đứt gãy, tức là ứng suất. Căn cứ vào sự khác biệt tính chất và kích cỡ của vật liệu, thiết bị trắc định của nó cũng có sự biến hoá tương ứng, song nguyên lí chung không thay đổi. 
Nói chung thông qua với mẫu thí nghiệm, thí nghiệm độ bền kéo mô tả biểu đồ đường uốn cong ứng suất - biến dạng, cốt để thu được độ bền đứt gãy của vật liệu. Độ bền đứt gãy của vật liệu tính dẻo nhỏ hơn độ bền kéo cực hạn của nó, nhưng mà độ bền đứt gãy của vật liệu tính giòn thì bằng với độ bền kéo cực hạn của nó. Nếu vật liệu tính dẻo đạt đến độ bền kéo cực hạn của nó trong tình huống bị điều chỉnh bằng cách chất tải, nó sẽ tiếp diễn biến dạng cho đến đứt gãy. Song, nếu tải trọng bị điều chỉnh bằng cách chuyển vị, biến dạng của vật liệu có thể tiêu trừ tải trọng, nhằm phòng ngăn đứt gãy xảy ra.

### Vật liệu học
Xét về phương hướng, đường kính của mẫu thí nghiệm ở đất đá làm tăng thêm tải trọng tuyến tính, mẫu thí nghiệm lúc đó đạt đến độ bền phá huỷ.

## Phòng trừ vết nứt
Trong xây dựng, vết nứt (crack) là biểu hiện của vật liệu bị phá hoại cục bộ khi ứng suất kéo vượt quá khả năng chịu kéo của nó. Đối với vữa trát, bê tông thì vết nứt có thể nhìn thấy bằng mắt thường khi chiều rộng của nó từ 0,005 mét trở lên. Vết nứt làm cho kết cấu dễ bị ăn mòn trong môi trường bất lợi, làm cho kết cấu bị rò rỉ (bể chứa), dẫn đến phá hoại kết cấu... do đó cần phải tính toán hạn chế bề rộng vết nứt hoặc không cho phép vết nứt xuất hiện.

## Chú ý
1. ↑  Tình huống đơn giản về ứng suất bị điều chỉnh bằng cách chất tải sẽ để chống đỡ mẫu thí nghiệm ở đầu trên và treo vật nặng ở đầu dưới. Lúc đó tải trọng trên mẫu thử độc lập biến dạng của nó.
2. ↑  Tình huống đơn giản ứng suất bị điều chỉnh bằng cách chuyển vị sẽ để gắn giá đỡ rất cứng vào đầu dưới của mẫu thí nghiệm. Khi giá đỡ mở rộng, nó điều chỉnh chuyển vị của mẫu thí nghiệm, tải trọng trên mẫu thử phụ thuộc biến dạng của nó.

## Liên kết phía ngoài
- Vết đứt gãy tính dẻo